# Schloss Läckö

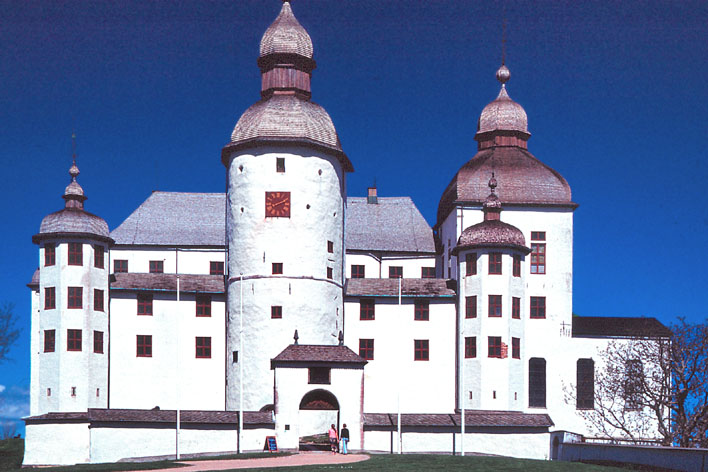
Schloss Läckö

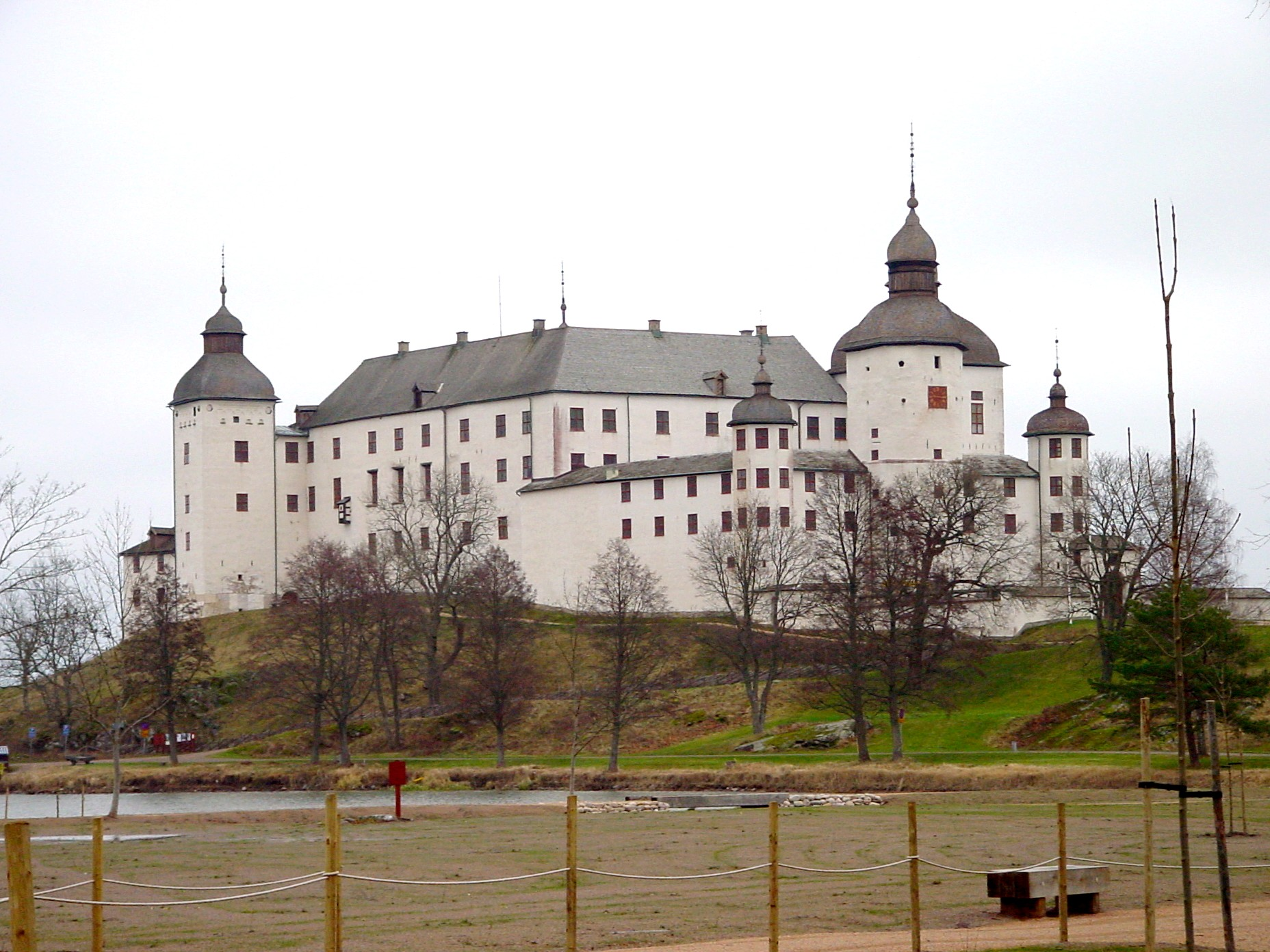
Schloss Läckö, 2005

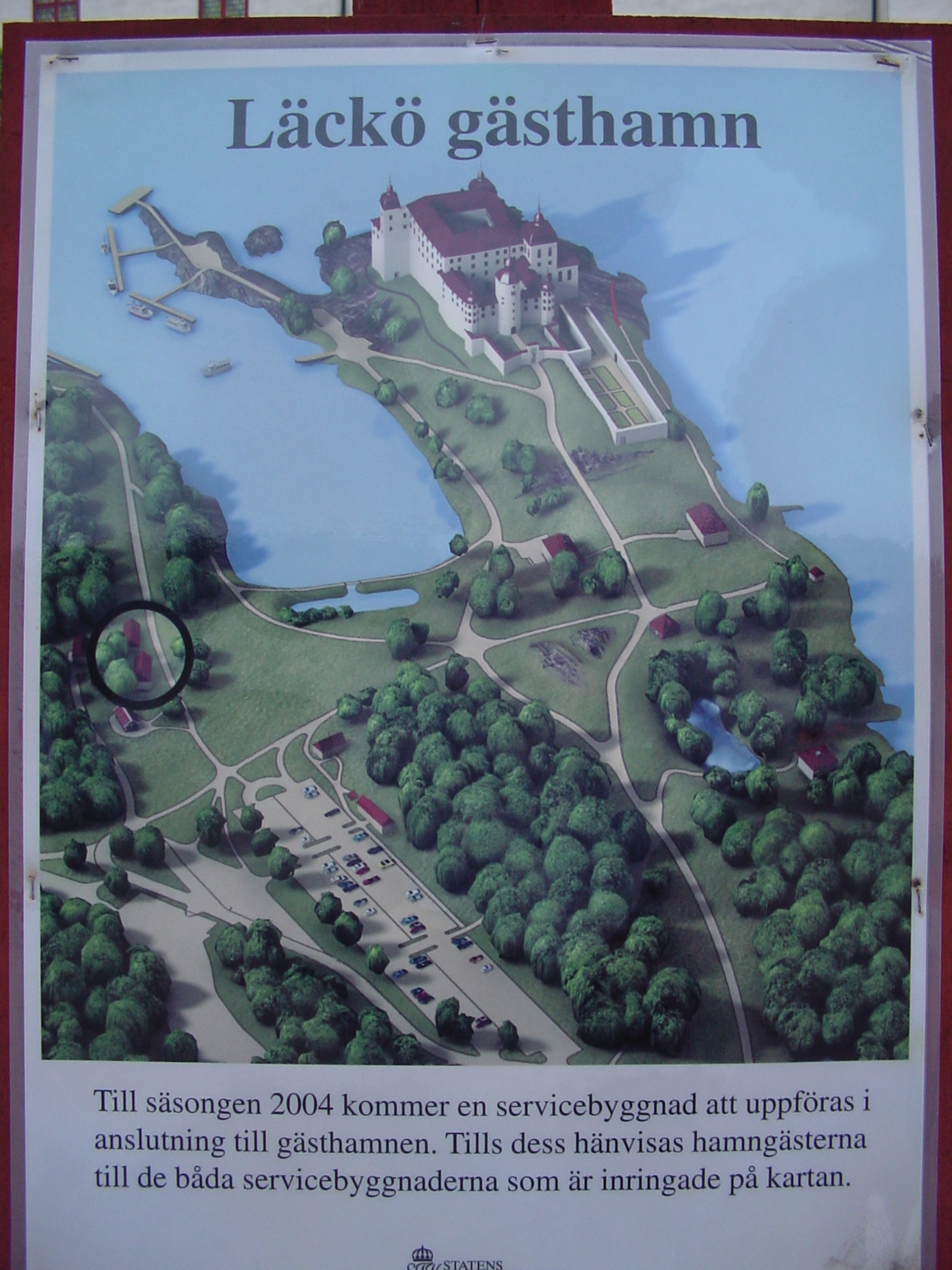
Lageplan

Schloss Läckö (schwedisch Läckö slott) in Västergötland auf der Insel Kållandsö im Vänern gehört zu den Barockschlössern Schwedens. Die Geschichte des Schlosses reicht bis ins Mittelalter zurück, als es Bischöfen und Königen als Festung diente. Erst im 17. Jahrhundert erhielt es sein barockes Aussehen, als Magnus Gabriel De la Gardie das Schloss entsprechend dem Ideal der damaligen Zeit aus- und umbaute. Heute ist das Schloss eine Attraktion. Mit Ausstellungen und Opernveranstaltungen werden zusätzliche Besucher angelockt. Der kleine, aber prächtige Schlossgarten hat jedes Jahr ein neues imposantes Gartenthema.

## Geschichte
1298 ließ Bischof Brynolf Algotsson von Skara eine Festung auf der Insel Kållandsö anlegen, einem strategisch günstigen Ort am Vänernsee. Die Festung ließ sich leicht mit dem Schiff erreichen und konnte, auf einer Halbinsel gelegen, gut verteidigt werden. Die Anlage wurde im 14. Jahrhundert ausgebaut, aber gegen Ende der 1470er Jahre in einem Brand völlig zerstört. An deren Stelle wurde nun 1478 bis 1505 von Bischof Brynolf Gerlachsson eine Burg mit zwei Ecktürmen errichtet. Bischof Vincens Henningsson setzte für das Bistum Skara den Wiederaufbau 1505 fort, wurde jedoch im Zuge des Stockholmer Blutbades 1520 hingerichtet. 1520 übernahm der letzte katholische Bischof, Magnus Haraldsson das Schloss, verließ jedoch Schweden nach dem missglückten Aufstand der "Lords von Västergötland" 1529. Im Rahmen der Reformation wurde Läckö 1527 von König Gustav I. Vasa eingezogen, so kam es zum ersten Mal in königliche Hände.
1543 fiel das Schloss an Svante Stensson Sture (1517–1567), dem Ehegatten von Märta Eriksdotter Leijonhuvud (1520–1584). Baron Hogenskield Bielke, Ehemann von Anna Sture, erhält Läckö, der es renovieren lässt. 1591–1593 ist das Schloss im Besitz der schwedischen Krone.
1593 kehrte Hogenskield Bielke auf das Schloss zurück, kam jedoch wegen Hochverrats ins Gefängnis und wurde 1605 hingerichtet. 1600 übernimmt das Schloss Herzog Johann von Östergötland, einziger Sohn von Johann III. und Gunilla Bielke, durch die Hochzeit mit Prinzessin Maria Elisabeth. 1610 jedoch übernimmt die Krone das Schloss erneut.
1615 wurden Läckö und das umliegende Gebiet als Lehen an Graf Jakob De la Gardie vergeben. Er war Ehemann von Ebba Brahe. De la Gardie begann mit einem umfassenden Ausbau der Burg. Nach seinem Tod führte sein Sohn, der Reichskanzler Magnus Gabriel De la Gardie, den Ausbau fort. Architekten, Kunsthandwerker und Künstler wurden zum Teil aus dem Ausland (vor allem Deutschland) angeworben. In diesem Zusammenhang spricht man heute auch von einer Läckö-Schule, die durch die Maler und Bildhauer, die an der Ausstattung des Schlosses gearbeitet hatten, geschaffen wurde. Es war der Höhepunkt der Geschichte des Schlosses, in der es von einem Renaissance-Schloss zu einem barocken wurde.
In der großen Reduktion von 1681 wurde das Schloss am 12. Mai von der Krone eingezogen. Die Läckö-Ländereien wurden aufgelöst.
1684 wird Bernt Papegoja zum Kapitän von Läckö ernannt. 1719 pachtet Graf und Reichskanzler Carl Gustaf Dücker das Schloss. 1732 übernimmt es Kanzler Graf Claes Ekeblad. Dem Gemahl von Lovisa Ulrika Sparre af Sundby, Carl Gustaf Tessin, wurde das Schloss 1752 auf Lebenszeit zugesprochen. Er unterzog es einer Renovierung der Innenräume. Von 1770 bis 1805 gehörte Läckö dem Grafen Gustaf Adolf Hierne. 1810 wurde es Carl Johan Adlercreutz unter dem Namen Siikajoki für seine Verdienste für das Vaterland zugesprochen. Dieser Name hat sich jedoch nie durchgesetzt. 1815 übernimmt der Bruder von Carl Johan, Gustaf Magnus, das Schloss. Von 1845 bis 1914 war das Schloss im Besitz der Familie des Carl Rudenschöld, bevor es wiederum von der Krone übernommen wurde.
In den letzten Jahrhunderten verlor es an Bedeutung und verfiel. Die Möbel und Kunstwerke wurden nach Stockholm und in andere Schlösser verfrachtet. Erst im 20. Jahrhundert begann man mit einer Renovierung des Schlosses, und seit 1965 ist es an den Fremdenverkehrsverein Västergötlands verpachtet, der im Sommer Führungen durch das Schloss und Ausstellungen organisiert. Im Burghof werden auch Opern aufgeführt.
Von 1965 bis 1990 stand das Schloss unter der Verwaltung des Västsvenska Turistrådet. Seit 1993 wird es von Statens fastighetsverk verwaltet. Das Schloss steht als Byggnadsminne unter Denkmalschutz. Um eine Vorstellung davon zu vermitteln, wie das Schloss im Barock aussah, wurden die Räumlichkeiten und Säle der beiden oberen Etagen mit Möbeln, Kunstwerken und Gegenständen aus dem 17. Jahrhundert eingerichtet.
Die kleine Schlosskirche wurde zu Lebzeiten von Magnus Gabriel de la Gardie in den Jahren 1655 bis 1668 errichtet. Sie zählt heute zu den am besten erhaltenen Kirchen in Schweden aus jener Zeit. Das Kircheninnere zieren zahlreiche Skulpturen und Gemälde der berühmtesten Künstler der damaligen Zeit. In den Fensternischen befinden sich große Holzskulpturen.
Beim Bau des Schlosskirche wurde ein kleiner Schlossgarten angelegt, der die besondere Atmosphäre der geistlichen Nachbarschaft zur Kirche aufnehmen sollte. Der Zutritt zur Abgeschiedenheit hinter hohen Mauern erfolgte einst direkt über die Kirchenempore. Anfang des 20. Jahrhunderts wurde der Garten vom Gartenbaumeister Simon Irvine zu neuem Leben erweckt. Alljährlich verleihen dem Garten bis zu 12000 Pflanzen ein neues Antlitz. Die hohen Mauern sorgen im Garten für ein gutes Mikroklima und ein gutes Pflanzenwachstum.

## Tourismus
Am Fuße des Schlosshügels in westlicher Richtung befindet sich ein kleiner öffentlicher Bootshafen, der von Booten bis ca. 2,50 m Tiefgang angelaufen werden kann. Der Hafen ist sicher bei allen Windrichtungen. Nördlich des Schlosses befindet sich ein Anleger, der von den Schiffen der Göta-Kanal Rederiaktiebolag regelmäßig angelaufen wird. Das Schloss ist im Sommer von Besuchern zu besichtigen. Regelmäßig findet im Schlosshof im Sommer die Aufführung von Opern statt.